# Aeroportul Cazombo
Aeroportul Cazombo (IATA: CAV, ICAO: FNCZ) este un aeroport din Provincia Moxico, Angola.
Situat la o altitudine de 1.126 m, aeroportul dispune de o singură pistă.